# Rundfunkjahr 1950

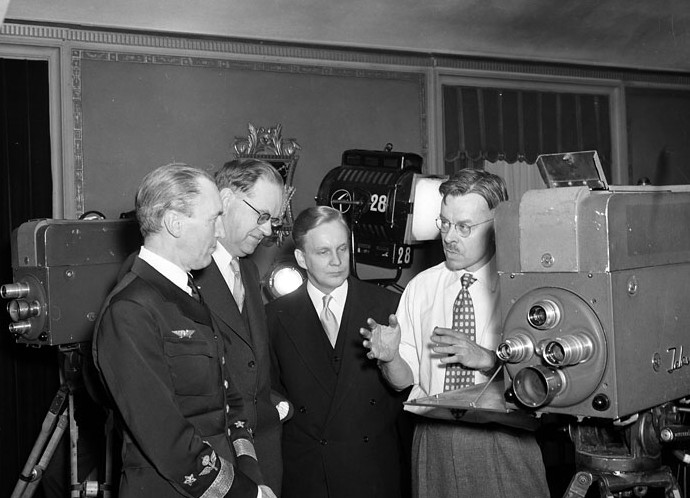
Fernsehkameras, 1950

Liste der Rundfunkjahre

◄◄ | ◄ | 1946 | 1947 | 1948 | 1949 | Rundfunkjahr 1950 | 1951 | 1952 | 1953 | 1954 | ► | ►►

Weitere Ereignisse

## Allgemein
- 12. Februar – In Torquay, einem Badeort an der Südküste Englands, wird die Europäische Rundfunkunion (EBU) ins Leben gerufen. Zu den 26 Gründungsmitgliedern zählen unter anderen die BBC, das Schweizer Fernsehen, Sveriges Television und Radio Vatikan. Deutschland tritt 1953 mit der ARD, Österreich ebenfalls 1953 mit dem ORF bei.
- 15. März – Der Kopenhagener Wellenplan tritt in Kraft.
- 5. Juni – Die Landesrundfunkanstalten Bayerischer Rundfunk, Hessischer Rundfunk, Radio Bremen, Süddeutscher Rundfunk, Südwestfunk und Nordwestdeutscher Rundfunk schließen sich zur Arbeitsgemeinschaft der öffentlich-rechtlichen Rundfunkanstalten der Bundesrepublik Deutschland (ARD) zusammen.

## Hörfunk
- 1. Mai – Mit Springbok Radio startet der erste kommerzielle Hörfunksender Südafrikas.
- 1. Juli – Der Südwestfunk nimmt sein erstes Regionalstudio in Tübingen in Betrieb.
- 21. Juli – Der Süddeutsche Rundfunk bietet ein zweites Hörfunkprogramm an.
- August – In Österreich beginnt die Sendergruppe Alpenland in der britischen Besatzungszone mit der Ausstrahlung eines zweiten Programmes.
- September – In Seoul geht der Militärsender American Forces Korean Network (AFKN) auf Sendung.
- Oktober – Während der Oktoberstreiks in Österreich versuchen die Sowjets erfolglos, Einfluss auf die Nachrichtensendungen von Radio Wien zu nehmen. Die Verantwortlichen der Ravag weigern sich Verlautbarungen der Streikkomitees zu verlesen. Unterdessen bringen Wiener Printmedien Aufrufe wie „Glaubt nicht der RAVAG!“[1]

## Fernsehen
- Im Jahr 1950 starten in Deutschland die ersten Fernsehversuche seit dem Zweiten Weltkrieg. Als erste Anstalt sendet der Nordwestdeutsche Rundfunk am 12. Juli ein Testbild, in der DDR folgt der DFF am 25. November.
- 26. Januar – Das französische Fernsehen (chaîne télévision) strahlt die erste Ausgabe von Le Club du jeudi aus, eine der ersten Kindersendungen der Fernsehgeschichte.
- 27. Januar – Bei den zum zweiten Mal verliehenen Emmys wird unter anderen ein Werbespot für die Zigarettenmarke Lucky Strike prämiert.
- 3. April – Die BBC ändert das Seitenverhältnis (Aspect Ratio) des von ihr ausgestrahlten Fernsehbildes von 5:4 auf das bis zu Beginn des 21. Jahrhunderts übliche 4:3-Format.

## Geboren
- 23. Januar – Richard Dean Anderson, US-amerikanischer Schauspieler und Seriendarsteller (MacGyver, 1985–1992) wird in Minneapolis geboren.
- 26. März – Martin Short, kanadischer Schauspieler und Produzent wird in Hamilton, Ontario geboren.
- 27. März – Burk Mertens, deutscher Radiomoderator wird in Mönchengladbach geboren. († 2004)
- 30. März – Robbie Coltrane, schottischer Schauspieler (Für alle Fälle Fitz, Krimiserie, 1993–1995) wird in South Lanarkshire geboren. († 2022)
- 28. April – Jay Leno, US-amerikanischer Schauspieler, Comedian und Talkshow-Host wird in New Rochelle, Bundesstaat New York geboren.
- 18. Mai – Thomas Gottschalk, deutscher Entertainer und Showmaster wird in Bamberg geboren.
- 20. Juni – Gudrun Landgrebe, deutsche Schauspielerin, wird in Göttingen geboren.
- 18. Juli – Richard Branson, britischer Medienunternehmer (Virgin Group) wird im Londoner Vorort Greenwich geboren.
- 2. August – Mathieu Carrière, deutscher Schauspieler, wird in Hannover geboren.
- 4. August – Giulia Follina, deutsche Schauspielerin (u. a. als Kind in der Fernsehserie Familie Schölermann) wird in Hamburg geboren.
- 5. Oktober – Paola Felix-del Medico, Schweizer Schlagersängerin und Moderatorin (Verstehen Sie Spaß?) wird in St. Gallen geboren.
- 3. November – Erich Mathias Mayer, österreichischer Sänger und Entertainer wird in Donnersbach, Steiermark geboren. Mayer wurde einem breiten Publikum als Hias in der TV-Reihe Musikantenstadl bekannt. († 2007)